# 民信局
民信局简称信局，是清朝浙江宁波商人于19世纪初（一說明朝永樂年間）创办的負責傳遞民間書信的經濟組織。民信局剛出現時主要分佈於長江兩岸，後來逐漸擴展至全國。清朝末年郵政出現後，民信局逐漸衰落。中華郵政成立後，國民政府於1928年與1931年兩次宣佈取締民信局。民信局此後不再出現。